# Лост Хилс (Калифорнија)
Лост Хилс (енгл. Lost Hills) насељено је место без административног статуса у америчкој савезној држави Калифорнија.

## Демографија
По попису из 2010. године број становника је 2.412, што је 474 (24,5%) становника више него 2000. године.
| Група             | 2000.         | 2010.         |
| Белци             | 50 (2,6%)     | 38 (1,6%)     |
| Афроамериканци    | 51 (2,6%)     | 5 (0,2%)      |
| Азијати           | 1 (0,1%)      | 17 (0,7%)     |
| Хиспаноамериканци | 1.875 (96,7%) | 2.354 (97,6%) |
| Укупно            | 1.938         | 2.412         |